# زهران علوش
محمد زهران علوش (1971 - 25 ديسمبر 2015) داعية وقائد إسلامي سوري، ومؤسس لواء الإسلام الذي اندمج مع عدد من الجماعات باسم جيش الإسلام، وهو من أبرز المقاتلين في الثورة السورية.
عمل في مجال الدعوة بمدينة دوما بالغوطة الشرقية، مكملًا مسيرة والده الشيخ عبد الله علوش في الدعوة السلفية. التحقَ بكلية الشريعة في جامعة دمشق، وسافر إلى المملكة العربية السعودية فدرس في الجامعة الإسلامية بالمدينة المنورة، ومن أشهر مشايخه في السعودية عبد العزيز بن باز، وعبد الله بن عبد العزيز العقيل. ثم عاد إلى دمشق وحصل على ماجستير في الشريعة، وعمل في المقاولات إضافة إلى نشاطه في الدعوة السلفية. اعتُقل بتهمة الدعوة السلفية عام 2010 وسُجن في سجن صيدنايا، ثم أُفرج عنه في بداية الثورة السورية عام 2011، فشارك فيها بالعمل المسلَّح في أواخر عام 2011، وأسس «سرية الإسلام» التي تطوَّرت إلى «لواء الإسلام» وصارت أخيرًا جيش الإسلام. وكان قائدًا لهذا الجيش الذي ينتشر في مناطق الغوطة من ريف دمشق، وغيرها في سوريا، حتى اغتياله واستشهاده بغارة روسية يوم 25 ديسمبر 2015. وخلَفَه أبو همَّام في قيادة جيش الإسلام.

## نشأته
ولد محمد زهران علوش في مدينة دوما التابعة ل الغوطة الشرقية في ريف دمشق، والده هو الشيخ عبد الله علوش من مشايخ دوما المعروف بالتمسك بمنهج أهل السنة والجماعة (السلفية) والدعوة إليه. فقرأ القرآن الكريم على والده وعلى بعض شيوخ بلده، وتلقى التعليم الشرعي عليهم، ثم التحق بكلية الشريعة في جامعة دمشق وتخرَّج فيها.
سافر محمد زهران إلى المملكة العربية السعودية وأكمل الدراسة في الجامعة الإسلامية بالمدينة المنورة في كلية الحديث الشريف والدراسات الإسلامية، ثم بعد التخرج منها عاد إلى بلده ودرس الماجستير في كلية الشريعة بجامعة دمشق. في أثناء إقامته في السعودية تَلْمَذ لعدد من علماء الشريعة منهم: الشيخ محمد ناصر الدين الالباني، والشيخ عبد العزيز بن باز، والشيخ محمد بن صالح العثيمين، والشيخ عبد الله بن عقيل، والشيخ عبد المحسن العبَّاد، والشيخ عبد الله الغنيمان، والشيخ محمد المختار بن محمد الأمين الشنقيطي، والشيخ محمد الحسن الدَّدُو الشنقيطي.

## نشاطه الدعوي
سببت له النشاطات الدعوية التي كان يمارسها في سورية ملاحقات أمنية عديدة، بدأت عام 1987 وانتهت بتوقيفه بداية سنة 2009 من قبل أحد أفرع المخابرات السورية، ومن ثم في سجن صيدنايا العسكري الأول، إلى أن أطلق سراحه في يونيو عام 2011، وفق مرسوم عفو رئاسي عام صدر وقتها.

## توجهه الفكري
كان زهران علوش ينتمي إلى المدرسة الجهادية السلفية، ويُكفر الشيعة والعلويين، وهاجمهم في مناسبات كثيرة، وکان يصفهم بالروافض والمجوس. ودعا إلى قتال المحاربين من العلوييين والشيعة في دمشق. وفي شهر رمضان عام 2013 ألقى خطابًا هاجم فيه الشيعة، قائلًا: «سوف يغسل مجاهدو الشام قاذورات الرافضة من الشام»، و«كما سحق بنو أمية رؤوسَهم في الماضي، فإن أهل الغوطة والشام سيسحقونهم في وقت قريب». وهدَّد بهدم مقام السيدة زينب في مقولته: «إنك سترحلين مع رحيل نظام الأسد».

## عمله
بعدما أُطلِق سراحه من سجن صيدنايا في عام 2011 كجزء من العفو العام بعد ثلاثة أشهر من الانتفاضة السورية،
أسس تشكيلاً عسكرياً لقتال النظام السوري باسم سرية الإسلام، ثم تطوّر مع ازدياد أعداد مقاتليه ليصبح لواء الإسلام. وفي سبتمبر 2013 أعلن عن توحّد 43 لواء وفصيل وكتيبة في كيان جيش الإسلام الذي كان يعد وقتها أكبر تشكيل عسكري معارض، وكان يقوده علوش، قبل أن ينضم هذا الجيش إلى الجبهة الإسلامية التي يشغل فيها علوش منصب القائد العسكري العام.
ركز علوش على التربية العقائدية للمجاهدين في صفوف جيشه بالإضافة إلى تمارين اللياقة البدنية والتدريبات العسكرية.
وتكون الجيش إدارياً من مجلس قيادة و26 مكتبا إداريا و64 كتيبة عسكرية، وانتشر في مناطق كثيرة من سورية، وقد شارك في كثير من العمليات العسكرية في مختلف المدن السورية منها تحرير كتيبة الباتشورة للدفاع الجوي بالغوطة الشرقية وتحرير الفوج 274 ثاني فوج عسكري للنظام السوري وتحرير رحبة إصلاح المركبات الثقيلة وقاعدة الجيش السوري وكتيبة المستودعات وكتيبة البطاريات وكتيبة الإشارة والدفاع الجوي وغيرها.
كان يحظى زهران علوش وجيش الإسلام بدعم سعودي خاص، وكانت له علاقة طيبة بتركيا، وشارك مندوب عنه في مؤتمر الرياض للمعارضة السورية.

## حياته الخاصة
تزوَّج زهران بثلاث نساء.

## اغتياله
اغتيل زهران علوش بتاريخ 14 ربيع الأول 1437 هـ الموافق 25 ديسمبر 2015م بغارة جوِّية روسية، وعُيِّن أبو همَّام البويضاني قائدًا لجيش الإسلام خلَفًا له.

## وصلات خارجية
- فيلم زهران علوش | من البداية إلى الشهادة | وثائقي
- من هو زهران علوش/ موقع مفكر حر
- الشرق الأوسط: «جيش الإسلام».. منهجية عسكرية مؤسساتية بـ 60 تشكيلا مقاتلا
- تشكيل جيش الإسلام (من موقع كلنا شركاء سوريا)
- لقاء اليوم - زهران علوش.. قائد لواء الإسلام؛ قناة الجزيرة
- خالد أبو صلاح حوار مفتوح مع زهران علوش